# کلاته خونی (باخرز)
کلاته خونی روستایی در دهستان مالین بخش مرکزی شهرستان باخرز استان خراسان رضوی ایران است.

## جمعیت
بر پایه سرشماری عمومی نفوس و مسکن در سال ۱۳۹۵ جمعیت این مکان ۳۴۸ نفر (۱۰۰خانوار) بوده‌است.